# Piscina (Italia)
Piscina (Pissin-a in piemontese) è un comune italiano di 3 278 abitanti della città metropolitana di Torino in Piemonte.

## Storia
Nei tempi più remoti probabilmente Piscina era nota per la grande quantità di serbatoi d'acqua a guisa di peschiere, ove si alimentavano alcune qualità di pesci, da cui forse ne derivò il nome "Pescina".
È stato trovato un manoscritto presso il Comune di Frossasco in cui in un lascito testamentario si parlava di Piscinatibus (manoscritto risalente ai tempi di Federico II) A rafforzare questa ipotesi è il fatto che molti nomi della zona fanno pensare che nei tempi antichi il territorio era ricco di acquitrini o paludi: Marsaglia (Marsaia da Mars = Marcio o terra marcia), Bisognette (ora Pascaretto) da Boissonette ossia Boisson = Bosson = fosso), Moje da Mujia vale a dire "terra molle" oppure "a mollo"; Riva, Riva-rossa e Riva-secca che fanno pensare a terreni asciutti in zone umide o ricche di fontanili. Essi sono riportati in un'antica carta degli Stati del Regno di Sardegna del 1693, conservata presso l'archivio comunale, e posti tra Piscina ed Airasca.
Attualmente esistono soltanto più pochi terreni acquitrinosi a sud della Borgata Bruera e nella zona del Bivio di Frossasco ma sicuramente in passato ne esistevano molti di più. Tanto e vero che in un documento datato 1163, l'imperatore Federico I Barbarossa confermando ai Conti di Romagnano il Castello di Montecalvetto con la città di Frossasco ed il suo distretto, parla dei beni ivi compresi: «cum terris cultis ed incultis [...] aquarumque, piscationibus..., ecc» (terre colte incolte... le acque e le pescagioni...).
Un'altra teoria è quella che il nome Piscina, così come la quasi totalità delle sue attuali Borgate, sia stato preso dal cognome dei suoi primi abitanti. Secondo il Denina (Storia del Piemonte) è esistito un Conte Pessina, gran ciambellano del Duca Carlo Emanuele I, e sul calendario dei santi il 14 settembre era celebrata la festa del Beato Antonio Piscina di Antignano d'Asti.
In ogni caso il nome Pescina compare su alcune carte degli stati sabaudi dell'inizio del 1600 ed è riportato in documenti precedenti il XVII secolo conservati preso gli archivi Arcivescovili di Torino (in cui si cita anche l'antica Chiesa di San Grato di Pescina).
Forse in ragione della prima ipotesi (sostenuta anche del Casalis nel suo Dizionario Geografico degli stati di S.M. il Re di Sardegna (1860 circa)- che il gonfalone Comunale risalente al secondo dopoguerra è costituito da un drappo bianco su cui compare lo stemma blasonato composto da uno scudo coronato, rappresentante un albero in naturale ed un lago caricato con due pesci d'argento natanti in fascia.
Il Paese si sviluppò attorno all'incrocio tra la strada antica che da Airasca portava a Pinerolo e quella che da Cumiana scendeva verso Scalenghe.
Attorno a questo incrocio sorsero una Cappella (citata in documenti del 1598 conservati presso l'archivio parrocchiale di Airasca, il Cimitero e l'Ala del Mercato (fine Seicento, lo stabile più antico del Comune). Nel 1609 la comunità parrocchiale venne ufficialmente costituita, riunendo gli abitanti a cavallo di quattro comuni (Oliva, Cumiana, Airasca, Scalenghe). La prima chiesa parrocchiale, costruita con le offerte dei parrocchiani, venne ampliata attorno al 1660 e completamente rifatta nel 1766-69 ad opera di Gerolamo Buniva, maestro del barocco piemontese.
L'attuale centro storico si trovò inizialmente a far parte del Comune dell'Oliva che comprendeva anche quella che oggi è la borgata di Cumiana denominata "Tavernette". La questione su quale dei due centri dovesse essere capoluogo, abbia portato, in epoca napoleonica, i piscinesi ad effettuare nel 1797 un colpo di mano con il quale asportarono da Tavernette i documenti, le insegne e l'archivio comunale. Dal 1798 le adunzanze si tennero a Piscina, sino al 1801 quando i due comuni vennero divisi.
Inizialmente il territorio comunale era molto piccolo, anche rispetto alla Parrocchia, che tutt'oggi comprende anche borgate sotto l'amministrazione di Cumiana.
Sin dal 1807 il comune si espanse incorporando la frazione Calvetti (prima sotto Frossasco), quindi nel 1893, dopo un lungo iter cominciato nel 1871 le frazioni Bianciotti, Margari (oggi inglobate nel concentrico), Bruera, Baudi, Gabellieri sino ad allora sotto l'amministrazione di Scalenghe, infine nel 1960 le frazioni Casevecchie e Martini, precedentemente sotto Airasca. Un tentativo di incorporare anche le borgate facenti parte della parrocchia ma sotto l'amministrazione di Cumiana (Baite, Listelli) fallì alla fine del XIX secolo, per l'opposizione del senatore Paolo Boselli, residente a Cumiana.

### Avvenimenti
Nel 1693 parte del territorio venne coinvolto nella Battaglia della Marsaglia tra le truppe di Luigi XIV di Francia e Vittorio Amedeo II di Savoia. Vennero profanate la chiesa parrocchiale e la cappella di Casevecchie.
Nel 1799, all'epoca delle guerre napoleoniche, Piscina venne occupata dai Francesi. Sotto la spinta delle truppe Austro-Russe del generale Suvorov, i Francesi furono costretti a ritirarsi. I parrocchiani, istigati dal Prevosto, abbatterono l'albero della libertà provocando la reazione dei giacobini che, ritornati nei giorni successivi da Pinerolo, diedero fuoco alla canonica distruggendo l'archivio parrocchiale.
Nel 1808 Piscina venne colpita dal terremoto che ebbe epicentro a Fenestrelle, subendo danni di media entità. Negli anni successivi venne dato impulso alla costruzione di canali irrigui, tuttora esistenti, ed opere di bonifica.
Nel periodo di governo di Camillo Benso di Cavour, Piscina ebbe un notevole sviluppo agricolo ed artigianale, favorito dalla realizzazione della ferrovia Torino-Pinerolo (1854) e dal diffondersi della coltivazione del mais.
Tra il 1870 e il 1920 Piscina, come tutti i paesi del Piemonte, subì una forte emigrazione verso il Sudamerica ed ebbe un elevato numero di caduti nella prima guerra mondiale, eventi che non impedirono un miglioramento della situazione economica, anche con l'introduzione dell'industria dei laterizi.

## Monumenti e luoghi d'interesse

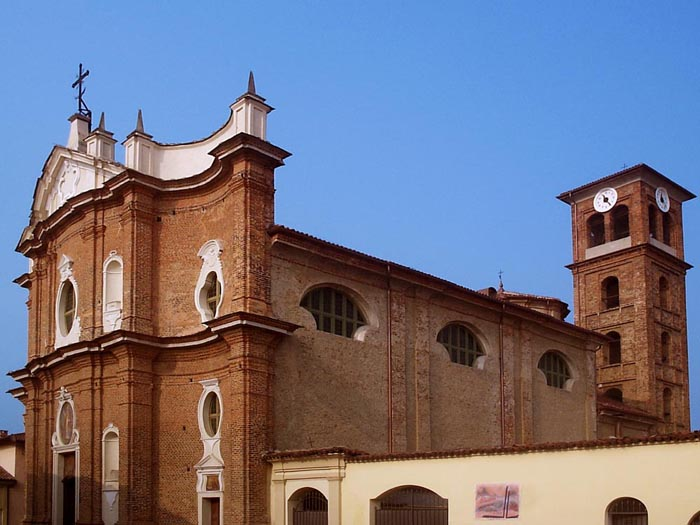
Parrocchiale di San Grato

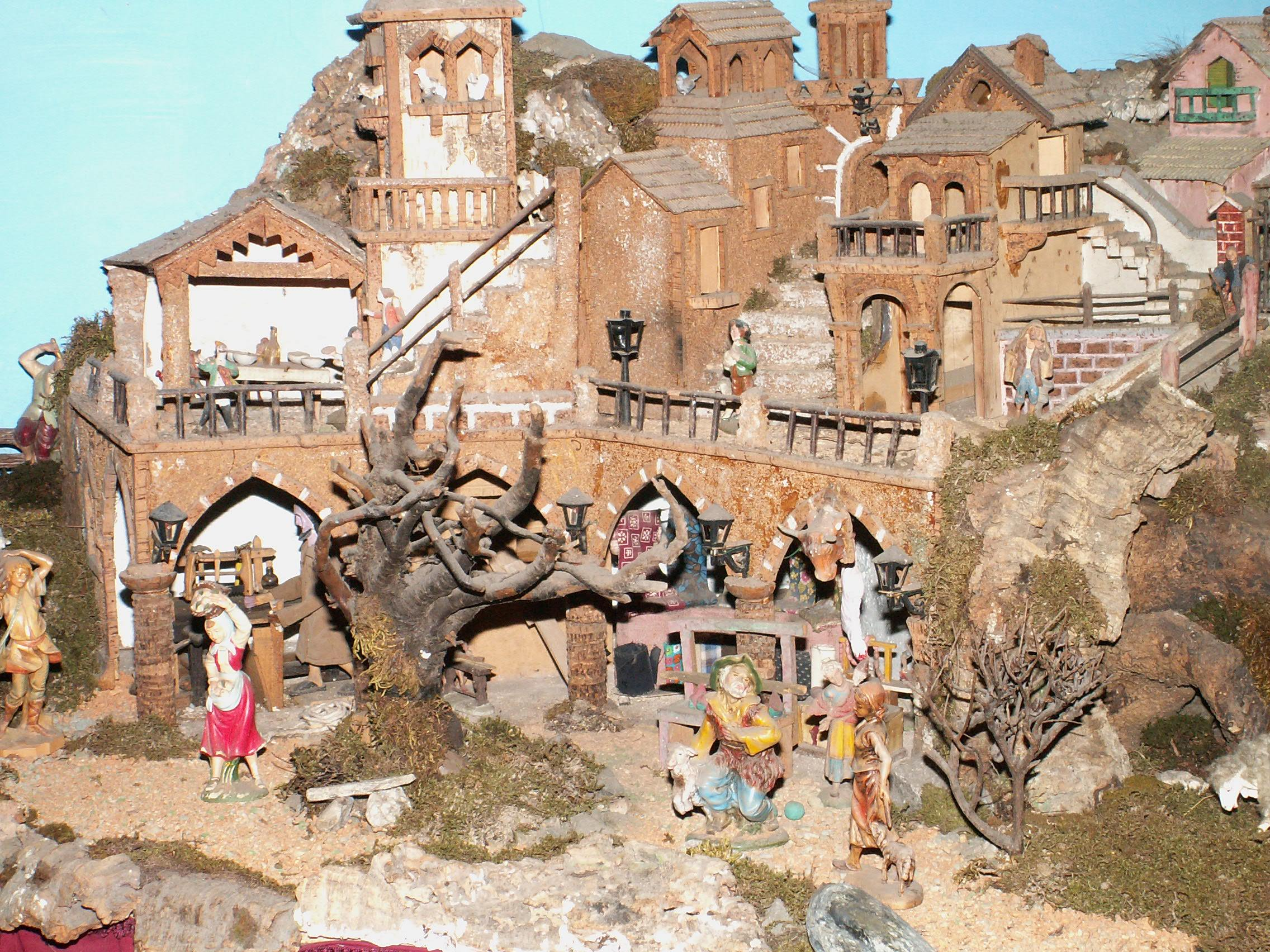
Presepe "Fratelli Panino"

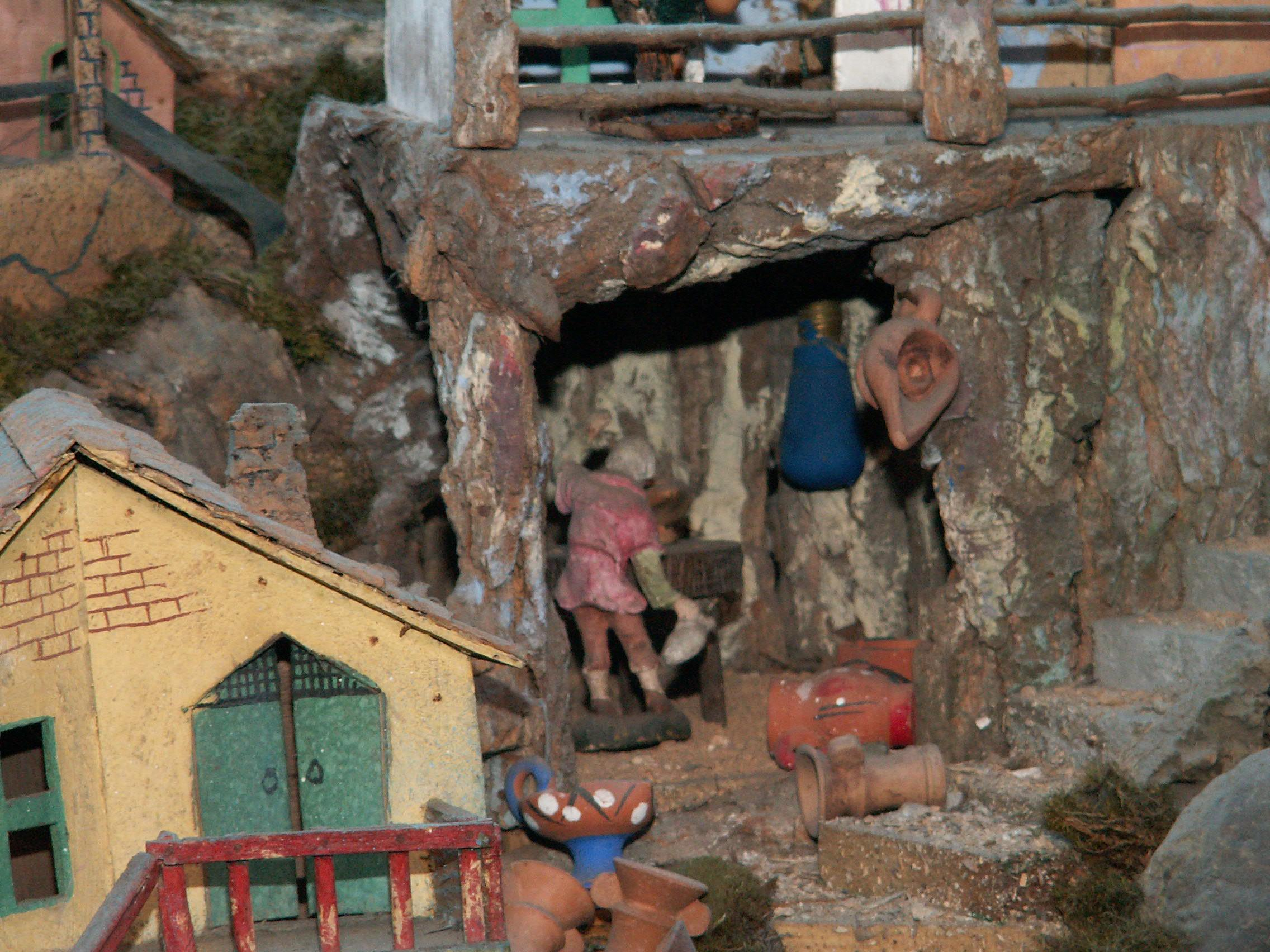
Presepe "Fratelli Panino"

Museo dell'Arte contadina  'L RUBAT
Sito in via Umberto I 64: raccolta di attrezzi e reperti della vita contadina prima della meccanizzazione cui si accompagna un approfondito lavoro di ricerca, conservazione e divulgazione della cultura contadina del territorio. Dal 15 febbraio 2013 è presidente onorario del Museo Etnografico Felice Carbone (13/9/1924-1/7/2013), appassionato promotore delle attività del museo fin dalla sua fondazione.
Parrocchiale barocca di San Grato
Risalente al 1766, è opera dell'architetto Giuseppe Gerolamo Buniva ed è espressione dell'architettura barocca piemontese. Al suo interno è degna di nota la pala collocata dietro l'altar maggiore, rappresentante il patrono del paese, opera coeva all'edificazione della chiesa. Ha subito recentemente restauri importanti alla facciata e al tetto e si sta procedendo ad alcuni lavori di restauro all'interno.
Ala Comunale o antico portico
Risale al 1699 ed è sita a fianco della chiesa parrocchiale, fu edificata dalle comunità locali «per riparo dei viandanti», come recita la lapide in latino apposta su uno dei pilastri. Nella delibera Comunale del 18-05-1967, con la premessa che la "tettoia" veniva ritenuta priva di valore culturale, si deliberò lo smusso dell'angolo della stessa. La costruzione è stata oggetto nel 2007 di restauro che l'ha riportata per quanto possibile al suo aspetto originario
Cappella di San Rocco
È forse l'edificio più antico di Piscina (XVI secolo), posta all'ingresso dell'abitato per richiedere la protezione dalle epidemie di peste frequenti nei secoli passati. Sul muro esterno dell'abside è ancora visibile, per quanto rovinato, un affresco rappresentante la Crocifissione, probabilmente tardo-cinquecentesco. Il 28 novembre 2008 il consiglio comunale ha deliberato di accettare l'offerta della Parrocchia ed acquisire la proprietà, prevedendo di ripristinare la copertura e l'intonacatura esterna e di destinarlo in futuro ad usi sociali e culturali. Nel 2012, la Parrocchia, che nel lasso di tempo intercorso dal novembre 2008, non aveva mai concluso l'iter di dismissione del bene, ne ha richiesto la proprietà. Il comune ha accettato, in quanto unico scopo era quello di ottenere l'autorizzazione ad intervenire sull'immobile per evitarne l'ulteriore degrado e conseguente possibile crollo. Il restauro è stato completato nel 2012. Ora la cappella è raggiungibile percorrendo un bellissimo viale alberato che costeggia via Rimembranza.
Arte Aperta
È una serie di opere di arte moderna (dopo il 1990), in particolare dipinti, poste lungo le vie del centro storico, (a cura dell'associazione "Piscina Arte Aperta"). Tra gli autori: Francesco Tabusso, Giacomo Soffiantino, Francesco Casorati, Giorgio Ramella, Mario Borgna, Giorgio Griffa, Mauro Chessa, Piero Ruggeri, Antonio Carena, Riccardo Cordero, Ezio Gribaudo, Elio Garis, Enzo Sciavolino, Eugenio Comencini e Sergio Saccomandi.
Presepio meccanico
Opera degli anni sessanta-settanta dei fratelli Panino. Donato dagli eredi di questi alla parrocchia, è stato allocato di fianco alla chiesa ed è visitabile nel periodo natalizio.

## Frazioni e borgate
- Casevecchie (sino al 1959 appartenente al comune di Airasca)
- Martini (sino al 1959 appartenente al comune di Airasca)
- Bruera (sino al 1893 appartenente al comune di Scalenghe)
- Crotti
- Gastaldi
- Prefetta
- Bella
- Benne
- Calvetti
- Baudi (sino al 1893 appartenente al comune di Scalenghe)
- Gabellieri (borgata divisa a metà con Airasca, la parte Piscinese sino al 1893 era parte di Scalenghe).
- Bianciotti e Margari (unite oggi al concentrico)

Appartiene al comune di Piscina, anche una piccola parte di Pascaretto, borgo diviso fra tre comuni: Piscina, Frossasco e Pinerolo.

## Tradizioni e folclore

### Mesdì ëd Pissin-a
A Piscina vige la tradizione di suonare l'Angelus alle ore 11.30 anziché alle 12.00, quando le campane suonano invece 12 rintocchi. Non si conosce con certezza l'origine di questa tradizione. Nei paesi dei dintorni si usava in epoche passate indicare le 11.30 come Mesdì ëd Pissin-a (Mezzogiorno di Piscina).
La tradizione vuole che i Piscinesi si radunarono all'inizio dell'Ottocento a pregare per scongiurare l'arrivo della peste, che in quei tempi flagellava le campagne pinerolesi e malaria faceva molte vittime essendo presenti molte vasche e risaie in zone.
Anche se il patrono è San Grato, di fatto la vera festa patronale si svolge la prima domenica di ottobre in onore della Madonna del Santissimo Rosario.

### L'elezione del parroco
Avendo finanziato direttamente la costruzione della parrocchiale nel 1609 e nel 1766, i Piscinesi ottennero il privilegio dell'elezione del Parroco, o meglio del Prevosto. Esso veniva votato dai discendenti (nella persona dei capifamiglia) delle famiglie originali. La scelta avveniva su una terna di nomi indicata dall'Arcivescovo di Torino. L'ultimo parroco, così eletto nel 1954 fu Alfonso Mollar. Il privilegio decadde nel 1992 per esplicita rinuncia della maggioranza degli aventi diritto, dopo un periodo di discussioni sull'opportunità di questa prassi e della sua rispondenza al codice di diritto canonico e all'evoluzione della popolazione e dell'organizzazione della Chiesa.

### Piscina di Pinerolo
La stazione ferroviaria dal 1950 porta la denominazione "Piscina di Pinerolo", assolutamente impropria a livello geografico ed amministrativo. L'unica spiegazione possibile era il rischio di confusione con qualche altra stazione italiana, forse Pescina (AQ) oppure Piscinas (Sardegna).

### Sport a Piscina
La squadra di calcio locale, insieme alla vicina frazione di Riva di Pinerolo, si chiama, dal 2020, "ASD Soccer Academy Piscineseriva 1964" e dopo una lunga militanza in Promozione, nell'estate del 2020 è ripartita dalla Terza Categoria, con l'aggiunta del termine "Soccer Academy", dopo l'affiliazione al settore giovanile della società genovese. Le partite casalinghe si svolgono nello stadio Renato Amè, in Via Buriasco 10/12, ed i colori sociali sono il bianco rosso.

## Società

### Evoluzione demografica
Abitanti censiti

## Economia
Il paese ha caratteristiche agricole e artigianali. La tradizionale industria dei laterizi si è estinta recentemente con la chiusura dell'ultima fornace, che peraltro lavorava da molto tempo a produzione ridotta rispetto a quella potenziale.
L'edilizia residenziale di piccole dimensioni, ha visto ridursi la sua importanza anche a causa della recente crisi economica.

## Infrastrutture e trasporti

### Strade
La principale via d'accesso a Piscina è l'autostrada A55.

### Ferrovie
Il comune è servito dalla stazione di Piscina di Pinerolo posta lungo la linea Torino-Pinerolo.

## Amministrazione
Di seguito è presentata una tabella relativa alle amministrazioni che si sono succedute in questo comune.
| Periodo        | Periodo        | Primo cittadino       | Partito                      | Carica  | Note   |
| -------------- | -------------- | --------------------- | ---------------------------- | ------- | ------ |
| 1955           | 1964           | Giovanni Bertolotto   | PSDI, lista civica           | Sindaco |        |
| 1964           | 1965           | Italo Gullino         | Democrazia Cristiana         | Sindaco |        |
| 1965           | 1976           | Severino Maritano     | Democrazia Cristiana         | Sindaco |        |
| 1976           | 8 giugno 1985  | Giovanni Chiaraviglio | Democrazia Cristiana         | Sindaco |        |
| 8 giugno 1985  | 24 maggio 1990 | Giovanni Chiaraviglio | lista civica                 | Sindaco | [ 10 ] |
| 24 maggio 1990 | 24 aprile 1995 | Giovanni Chiaraviglio | lista civica                 | Sindaco | [ 10 ] |
| 24 aprile 1995 | 14 giugno 1999 | Giovanni Chiaraviglio | lista civica                 | Sindaco | [ 10 ] |
| 14 giugno 1999 | 14 giugno 2004 | Giovanni Chiaraviglio | lista civica                 | Sindaco | [ 10 ] |
| 14 giugno 2004 | 8 giugno 2009  | Edda Basso            | lista civica                 | Sindaco | [ 10 ] |
| 8 giugno 2009  | 26 maggio 2014 | Edda Basso            | lista civica                 | Sindaco | [ 10 ] |
| 26 maggio 2014 | 27 maggio 2019 | Enrico Ceresole       | lista civica Noi per Piscina | Sindaco | [ 10 ] |
| 27 maggio 2019 | in carica      | Cristiano Favaro      | lista civica Svolta Piscina  | Sindaco | [ 10 ] |

### Gemellaggi
- Suardi, dal 2006